# ルクソール県
ルクソール県（ルクソールけん、アラビア語: محافظة الأقصر）は、エジプトの中部にあるムハーファザ。県庁所在地はルクソール。

## 概要
首都カイロの南635kmに位置する。県内にはナイル川が流れる。

## 隣接する県
- ケナ県
- 紅海県
- アスワン県
- ワーディー・ゲディード県

## 観光
- 王家の谷
- 王妃の谷
- カルナック神殿
- ルクソール神殿
- ナイル川
- ルクソール博物館
- ミイラ博物館